# アレクサンダー・ウスティノフ
アレクサンダー・ウスティノフ（ロシア語: Александр Устинов、Alexander Ustinov、1976年12月7日 - ）は、ロシアのプロボクサー、元キックボクサー、総合格闘家。ノヴォシビルスク州ノヴォシビルスク出身。元チヌックジム所属、現在はK2プロモーション所属。アレクサンドル・ウスティノフとも表記される。

## 概要
「Russian Big Bear（ロシアン・ビッグ・ベアー）」の異名通りの2m近い巨体と、フィジカルを活かしたファイトスタイルで、キックボクシング、ムエタイのマイナータイトルを獲得した。
2008年からビタリ・クリチコやウラジミール・クリチコらが所属するK2プロモーションと契約し本格的にボクシングへ転向。2017年11月25日にマヌエル・チャーとWBA世界ヘビー級王座決定戦を行った。

## 来歴

### キックボクシング時代
2002年5月4日、K-1 UKRAINE GRAND PRIX 2002で行われた地区予選に出場、1回戦でジャロスラフ・ザボロトニーに判定勝ちするも、準決勝でアンドレイ・キルサノフに判定負けを喫した。
2003年5月28日、K-1 MOSCOW GRAND PRIX 2003で行われた地区予選に出場、決勝まで勝ち進みアンドレイ・キルサノフにKO勝ち。
2003年6月14日、K-1 WORLD GP 2003 in PARISで行われたヨーロッパ・ロシア地域予選に出場、1回戦でグレゴリー・トニーにKO勝ちするも、準決勝でアレクセイ・イグナショフに判定負けを喫した。
2003年12月20日、K-1 SPAIN 2003で行われた地区予選に出場、決勝まで勝ち進みピーター・マエストロビッチに判定勝ち。
2004年5月29日、Mugendo World Grand Prixに出場。1回戦でモハメッド・フォウチにKO勝ちするも、準決勝でロイド・ヴァン・ダムに判定負けを喫した。
2004年8月7日、K-1 WORLD GP 2004 in LAS VEGASで行われた世界最終予選に出場し、1回戦でヤン・ノルキヤに判定勝ちするも、左スネを負傷して準決勝を棄権した。
2005年4月16日、K-1 Italy 2005 Oktagonで行われた地区予選に出場し、1回戦でビヨン・ブレギーにTKO勝ち、準決勝でグレゴリー・トニーに判定勝ち、決勝でフレディ・ケマイヨに判定勝ち。
2005年4月20日、Arbat Fight Clubでエドゥアルド・ボズノビッチに判定負け。
2006年1月20日、K-1 France Grand Prix 2006 in Marseillesで行われた地区予選に出場し、1回戦でアレクサンダー・ノボビッチに判定勝ち、準決勝でクリストファー・キャロンにTKO勝ち、決勝でブリース・ギドンにKO勝ちを収めた。
2006年2月17日、K-1 SLOVAKIA GRAND PRIX 2006でビヨン・ブレギーと対戦し、ブレギーの金的により無効試合となった。
2007年11月30日、Battle of Championsでジャビット・バイラミと対戦し、判定勝ち。この試合がキックボクシングで最後の試合となった。

### ボクシング時代
2005年5月13日、28歳の時にベラルーシでボクシングデビューを果たし、2回TKO勝利を収める。
デビューから27連勝を収める。
2012年9月29日、ドイツでクブラト・プレフの持つEBU欧州ヘビー級王座並びにIBFインターナショナルヘビー級王座を懸け対戦し、ボクシング初黒星となる11回KO負けを喫しEBU王座の獲得、IBFインターナショナル王座の獲得に失敗した。
2013年11月16日、ニュージーランドでデビッド・トゥアと対戦、12回3-0の大差判定勝ちを収める。トゥアは試合後に引退を発表した。
2014年7月26日、タイソン・フューリー対デレック・チゾラが決定し、チゾラのスパーリングパートナーとして招聘されていたが、試合8日前のスパーリング中にチゾラが左拳を骨折してしまい、代わりにウスティノフが緊急出場する事が試合4日前に決定した。しかし前日計量も終えて当日リングへ上がるだけとなっていたが、タイソンの叔父で元トレーナーのヒューイ・フューリーが急病で入院したことで、タイソンの精神面への影響を考慮してトレーナーのピーター・フューリーがタイソンを欠場させることを決定し、結局試合は中止されることとなった。
2016年1月8日、WBAがWBA世界ヘビー級暫定王者のルイス・オルティスと指名試合を行うよう指令を出した。
2016年8月3日、同年9月17日にリアム・スミス対サウル・アルバレスの前座でWBA世界ヘビー級暫定王者のルイス・オルティスと対戦し、指名試合を制しての王座獲得を目指す予定だったが、オルティスがより高額のファイトマネーを要求して契約を破棄したことで試合が中止となった。同日、WBAは最低入札価格を60万ドルとする入札を同月15日にWBA本部で行うと通達を出した。報酬の60%はオルティスに分配され、残りの40%がウスティノフに分配されるとのこと。
2016年8月11日、WBAは最新ランキングを発表し、ウスティノフをWBA世界ヘビー級3位にランクインした。
2016年8月15日、入札が行われウスティノフ擁するワールド・オブ・ボクシングが最低入札額60万ドルで興行権を落札した。ファイトマネーの分配は上述通りオルティスが60%に当たる36万ドル、ウスティノフが24万ドルとなった。試合開催地はアメリカかロシアでの開催に前進した。オルティス擁するゴールデンボーイ・プロモーションズは同年9月17日に行われるリアム・スミス対サウル・アルバレスの前座でオルティス対ウスティノフ戦を行う意向を示していたが、オルティスと共同プロモーターのデイド・プロモーションズから合意を得られなかった。
2016年9月5日、ワールド・オブ・ボクシングが契約の最終期限だった9月4日までにオルティスが試合契約書にサインをしなかったことを発表。ワールド・オブ・ボクシングは10月7日にロシアで試合を行う予定でいた。このため、ワールド・オブ・ボクシングはWBAにオルティスからタイトルを剥奪し、ウスティノフを王者として認定するか別の相手との王座決定戦を指令するよう話し合いを進める意向とのこと。
2016年11月1日、WBAは指名挑戦者のウスティノフとの対戦を拒否したルイス・オルティスからWBA世界ヘビー級暫定王座を剥奪した。
2017年1月5日、WBAはWBA世界ヘビー級4位のシャノン・ブリッグスとWBA世界ヘビー級5位のフェリス・オケンドに対し同月2日からWBA世界ヘビー級王座決定戦に関する対戦交渉を開始し、30日以内にWBA世界ヘビー級王座決定戦を行うことで合意するか合意できなければ入札を行うとの指令を出した。シャノン・ブリッグス対フェリス・オケンド戦の勝者はWBA世界ヘビー級3位のアレクサンダー・ウスティノフとの対戦義務を負うとのこと。
2017年10月28日、WBAは最新ランキングを発表し、ウスティノフをWBA世界ヘビー級2位にランクインした。
2017年11月25日、オーバーハウゼンのケーニッヒ・ピルスナー・アレーナでWBA世界ヘビー級4位のマヌエル・チャーとWBA世界ヘビー級王座決定戦を行い、12回0-3（111-115、111-116、112-115）の判定負けを喫し王座獲得に失敗した。
2017年11月30日、WBAは最新ランキングを発表し、上述のチャー戦に敗れ正規王座獲得に失敗したウスティノフをWBA世界ヘビー級8位にランクインした。

## 人物・エピソード
- 格闘技を始める以前はロシア内務省の特殊部隊「OMON」に所属していた過去を持つ。OMONの一員として実際に紛争地帯チェチェンへ赴き、コムソモリスク村の解放、グロズヌイへの攻撃、セルギー商工地区とポドリスクの救助作戦等を行った。
- チェチェンでの武勲に対して、国家から「敢」勲章と「祖国に対する功績への」2等級のメダルを受け取る名誉を得るが、本人は「チェチェンでの戦闘で失った多くの仲間や戦争で失った友人のことを思うと、こんな賞は無ければ良いのです」と述べ、インタビュー等でもこの過去に触れられることをあまり好まない。
- 24歳の時にベラルーシ人のVladimir Zadiranと出会いムエタイを始めたが、Zadiran以外のトレーナーはウスティノフを見て「彼には才能がない。モノにならない」といって相手をしなかったという。だが、ウスティノフは2年後にムエタイの世界タイトルを獲得することになる。
- チヌックジム時代の同門で友人のアレクセイ・イグナショフと同じく芸術に興味があり、いつも海外に試合に行くとその国の有名な劇をトレーナーと共に見に行くという一面もある。
- インタビューで化学薬品・ドーピングの摂取について質問され、「私が今までに行ったドーピングは牛乳とクリームだけです」と冗談を言った。
- 2005年4月に行われたK-1イタリア予選を制したが、本戦への出場機会を得られなかった。ただし、この年は、スカンジナビア予選を制したビヨン・ブレギーやパリ予選大会を制したクリスチャン・ヌカヌカといった予選優勝者達もウスティノフ同様に本戦への出場機会を得られていない。
- 2006年1月に行われたK-1フランス予選を制したが、ここでも本戦への出場機会を得られなかった。
- キックボクサー時代にプロモーターと対立してK-1に出られなくなった苦い経験を踏まえて、ボクシング転向の際には慎重にプロモーターを選んだ。Arena Box PromotionのAhmet Onerから強引に契約を持ちかけられたが、それを拒否してK2プロモーションとの契約に至った[30]。
- 2006年1月20日から2007年4月14日までの間に、何と「15か月間で18試合」という連戦（K-1ルールの試合からわずか数週間後にボクシングルールの試合をしたこともあった）を戦い抜き、17勝無敗1無効試合という素晴らしい戦績を残した。
- 2008年1月に、WBA次期挑戦者決定戦を控えていたセルゲイ・リャコビッチのスパーリング・パートナーをウスティノフが務めた際に、試合直前のスパーで流し、調整していたリャコビッチ相手とはいえ、優勢に進めたことがある[31]。
- 同じK2プロモーションと契約するビタリ・クリチコはウスティノフのボクサーとしての才能を高く評価しており「僕はウスティノフが将来ボクシング世界王者になると信じているよ」とまで発言している[32]。

## 戦績

### プロボクシング
| プロボクシング 戦績 | プロボクシング 戦績 | プロボクシング 戦績 | プロボクシング 戦績 | プロボクシング 戦績 | プロボクシング 戦績 | プロボクシング 戦績 |
| ------------------- | ------------------- | ------------------- | ------------------- | ------------------- | ------------------- | ------------------- |
| 40 試合             | (T)KO               | 判定                | その他              | 引き分け            | 無効試合            |                     |
| 36 勝               | 27                  | 9                   | 0                   | 0                   | 0                   |                     |
| 4 敗                | 3                   | 1                   | 0                   | 0                   | 0                   |                     |

| 戦 | 日付           | 勝敗 | 時間 | 内容    | 対戦相手                       | 国籍                 | 備考                                                                      |
| -- | -------------- | ---- | ---- | ------- | ------------------------------ | -------------------- | ------------------------------------------------------------------------- |
| 1  | 2005年5月13日  | 勝利 | 2R   | TKO     | オレグ・ツカノフ               | ベラルーシ           | プロデビュー戦                                                            |
| 2  | 2005年5月20日  | 勝利 | 6R   | TKO     | オレグ・ロマノフ               | ベラルーシ           |                                                                           |
| 3  | 2006年10月17日 | 勝利 | 3R   | TKO     | リヒャルト・ラシュキェヴィッチ | ポーランド           |                                                                           |
| 4  | 2006年12月25日 | 勝利 | 1R   | TKO     | ヴァレリー・メイヤーソン       | ベラルーシ           |                                                                           |
| 5  | 2007年2月10日  | 勝利 | 2R   | TKO     | エルギン・ソルマズ             | トルコ               |                                                                           |
| 6  | 2007年3月24日  | 勝利 | 5R   | TKO     | オレクサンドル・ミレイコ       | ウクライナ           |                                                                           |
| 7  | 2007年7月6日   | 勝利 | 1R   | TKO     | ヴィタリ・シュクラバ           | ベラルーシ           | ドイツインターナショナルヘビー級王座決定戦                                |
| 8  | 2008年2月23日  | 勝利 | 1R   | TKO     | アール・ラドソン               | アメリカ合衆国       |                                                                           |
| 9  | 2008年4月19日  | 勝利 | 8R   | 判定3-0 | セドレック・フィールズ         | アメリカ合衆国       |                                                                           |
| 10 | 2008年5月17日  | 勝利 | 8R   | 判定3-0 | ルドルフ・アブラムヤン         | ジョージア           |                                                                           |
| 11 | 2008年7月12日  | 勝利 | 2R   | KO      | ハンス＝イェルク・ブラスコ     | ドイツ               |                                                                           |
| 12 | 2008年8月22日  | 勝利 | 2R   | KO      | ダニエル・ビスポ               | ブラジル             |                                                                           |
| 13 | 2008年10月11日 | 勝利 | 1R   | KO      | ジュリアス・ロング             | アメリカ合衆国       |                                                                           |
| 14 | 2009年2月26日  | 勝利 | 5R   | TKO     | マクシム・ペデュラ             | ウクライナ           | EBA欧州ヘビー級王座決定戦                                                 |
| 15 | 2009年3月21日  | 勝利 | 2R   | TKO     | バイロン・ポリー               | アメリカ合衆国       |                                                                           |
| 16 | 2009年6月20日  | 勝利 | 10R  | 判定3-0 | マイケル・スプロット           | イギリス             |                                                                           |
| 17 | 2009年8月15日  | 勝利 | 4R   | TKO     | タルガット・ドサノフ           | カザフスタン         |                                                                           |
| 18 | 2009年10月21日 | 勝利 | 3R   | TKO     | アンドレイ・キンドリッチ       | ウクライナ           |                                                                           |
| 19 | 2009年12月12日 | 勝利 | 12R  | 判定3-0 | モンテ・バレット               | アメリカ合衆国       | WBAインターナショナルヘビー級王座決定戦                                   |
| 20 | 2010年3月20日  | 勝利 | 3R   | TKO     | エド・マホーン                 | アメリカ合衆国       |                                                                           |
| 21 | 2010年6月26日  | 勝利 | 12R  | 判定3-0 | パオロ・ヴィドス               | イタリア             | EBA防衛1                                                                  |
| 22 | 2010年10月16日 | 勝利 | 2R   | TKO     | オズカン・セティンカヤ         | トルコ               |                                                                           |
| 23 | 2011年5月28日  | 勝利 | 1R   | TKO     | グイド・サンタナ               | ボリビア             |                                                                           |
| 24 | 2011年7月30日  | 勝利 | 2R   | TKO     | アクマル・アスラノフ           | ウズベキスタン       |                                                                           |
| 25 | 2011年10月22日 | 勝利 | 12R  | 判定3-0 | デニス・バクトフ               | ロシア               | EBA防衛2                                                                  |
| 26 | 2012年3月3日   | 勝利 | 3R   | TKO     | カートソン・マンスウェル       | トリニダード・トバゴ |                                                                           |
| 27 | 2012年4月26日  | 勝利 | 7R   | TKO     | ジェイソン・ギャバン           | アメリカ合衆国       | IBOインターコンチネンタルヘビー級王座決定戦                               |
| 28 | 2012年9月29日  | 敗北 | 11R  | KO      | クブラト・プレフ               | ブルガリア           | EBU欧州ヘビー級タイトルマッチ IBFインターナショナルヘビー級タイトルマッチ |
| 29 | 2013年4月20日  | 勝利 | 8R   | 判定3-0 | イベカ・ペルコビッチ           | クロアチア           |                                                                           |
| 30 | 2013年11月16日 | 勝利 | 12R  | 判定3-0 | デビッド・トゥア               | ニュージーランド     | WBAパンアフリカンヘビー級王座決定戦                                       |
| 31 | 2014年12月11日 | 勝利 | 8R   | 判定3-0 | チャウンシー・ウェリバー       | ニュージーランド     |                                                                           |
| 32 | 2015年7月11日  | 勝利 | 2R   | TKO     | トラビス・ウォーカー           | アメリカ合衆国       |                                                                           |
| 33 | 2015年10月10日 | 勝利 | 1R   | KO      | モーリス・ハリス               | アメリカ合衆国       | WBAインターナショナルヘビー級王座決定戦                                   |
| 34 | 2015年12月12日 | 勝利 | 5R   | KO      | コンスタンティン・アイリッチ   | ドイツ               |                                                                           |
| 35 | 2017年5月19日  | 勝利 | 1R   | TKO     | ラファエル・ズンバノ・ラブ     | ブラジル             |                                                                           |
| 36 | 2017年11月25日 | 敗北 | 12R  | 判定0-3 | マヌエル・チャー               | シリア               | WBA世界ヘビー級王座決定戦                                                 |
| 37 | 2018年11月24日 | 敗北 | 9R   | TKO     | マイケル・ハンター             | アメリカ合衆国       | WBAインターナショナルヘビー級王座決定戦                                   |
| 38 | 2019年5月18日  | 敗北 | 3R   | TKO     | ジョー・ジョイス               | イギリス             |                                                                           |
| 39 | 2019年7月24日  | 勝利 | 1R   | KO      | オレクサンドル・ネステレンコ   | ウクライナ           |                                                                           |
| 40 | 2020年7月26日  | 勝利 | 2R   | RTD     | Tornike Puritchamiashvili      | ジョージア           |                                                                           |

### プロキックボクシング
| キックボクシング 戦績 | キックボクシング 戦績 | キックボクシング 戦績 | キックボクシング 戦績 | キックボクシング 戦績 | キックボクシング 戦績 | キックボクシング 戦績 |
| --------------------- | --------------------- | --------------------- | --------------------- | --------------------- | --------------------- | --------------------- |
| 64 試合               | (T)KO                 | 判定                  | その他                | 引き分け              | 無効試合              |                       |
| 52 勝                 | 30                    | 21                    | 1                     | 1                     | 1                     |                       |
| 9 敗                  | 1                     | 8                     | 0                     | 1                     | 1                     |                       |

| 勝敗 | 対戦相手                       | 試合結果                          | 大会名                                                                  | 開催年月日     |
| ○    | ジャビット・バイラミ           | 3R終了 判定3-0                    | Battle of Champions, Moscow                                             | 2007年11月30日 |
| ○    | マット・サモア                 | 1R 1:45 TKO                       | Kings of Oceania April 2007                                             | 2007年4月14日  |
| ○    | クリス・クリソポリディス       | 1R KO                             | K-1 Oceania Round 3                                                     | 2006年11月18日 |
| ○    | ミルコ・ヴラホビッチ           | 2R KO                             | Ichigeki Bulgaria 06                                                    | 2006年10月28日 |
| ○    | ロイド・ヴァン・ダム           | 5R終了 判定3-0                    | The Battle of Arnhem V                                                  | 2006年10月8日  |
| ○    | パヴェル・マイヤー             | 1R KO                             | KB in Russia, Moscow                                                    | 2006年9月30日  |
| ○    | エヴジェニー・オルロフ         | 1R KO                             | Belorechensk Fight Night 2                                              | 2006年8月23日  |
| ○    | テオドール・サリエフ           | 5R終了 判定                       | Bangkok, IFMA, Amateur Muaythai World Championships, アマチュアムエタイ | 2006年6月7日   |
| ○    | セルゲイ・アルヒポフ           | 不明                              | Bangkok                                                                 | 2006年6月3日   |
| ○    | ポール・スロウィンスキー       | 2R 2:55 KO（左ボディ）            | MARS WORLD FIGHTING GP in SEOUL                                         | 2006年4月29日  |
| ○    | アルヴェン・ベリンスキー       | 5R終了 判定3-0                    | ブルガリアキック                                                        | 2006年4月7日   |
| －   | ビヨン・ブレギー               | 2R 無効試合（ブレギーによる金的） | K-1 SLOVAKIA GRAND PRIX 2006 - NOC kickboxing                           | 2006年2月17日  |
| ○    | ブリース・ギドン               | 1R 0:35 KO                        | K-1 France Grand Prix 2006 in Marseilles 【地区予選 決勝】              | 2006年1月20日  |
| ○    | クリストファー・キャロン       | 2R TKO                            | K-1 France Grand Prix 2006 in Marseilles 【地区予選 準決勝】            | 2006年1月20日  |
| ○    | アレクサンダー・ノボビッチ     | 3R終了 判定3-0                    | K-1 France Grand Prix 2006 in Marseilles 【地区予選 1回戦】             | 2006年1月20日  |
| ○    | アーシュイン・バルラック       | 3R終了 判定3-0                    | Fights at the Border IV 【決勝】                                        | 2005年12月10日 |
| ○    | コース・ウェッセル             | 2R TKO                            | Fights at the Border IV 【準決勝】                                      | 2005年12月10日 |
| ○    | セバスチャン・ヴァン・シーレン | 2R TKO                            | Fights at the Border IV 【1回戦】                                       | 2005年12月10日 |
| ○    | ブレクト・ウォリス             | 1R KO                             | The Battle of Arnhem IV                                                 | 2005年10月2日  |
| △    | イオヌット・イフティモアイエ   | 3R+延長1R終了 ドロー              | Local Kombat 16                                                         | 2005年9月16日  |
| ×    | ルスラン・アヴァソフ           | 不明                              | Bishkek, kyrgyzstan, Stadium "Spartacus" 【決勝】                       | 2005年6月7日   |
| ○    | エドゥアルド・ボズノビッチ     | 不明                              | Bishkek, kyrgyzstan, Stadium "Spartacus" 【準決勝】                     | 2005年6月7日   |
| ○    | アンドレイ・ズラウコフ         | 不明                              | Bishkek, kyrgyzstan, Stadium "Spartacus" 【1回戦】                      | 2005年6月7日   |
| ○    | ムラデン・ブレストバッチ       | KO                                | K-1 Slovakia                                                            | 2005年5月6日   |
| ×    | エドゥアルド・ボズノビッチ     | 判定0-3                           | Arbat Fight Club, WBKF, Moscow 【1回戦】                                | 2005年4月20日  |
| ○    | フレディ・ケマイヨ             | 3R終了 判定3-0                    | K-1 Italy 2005 Oktagon 【地区予選 決勝】                                | 2005年4月16日  |
| ○    | グレゴリー・トニー             | 3R終了 判定3-0                    | K-1 Italy 2005 Oktagon 【地区予選 準決勝】                              | 2005年4月16日  |
| ○    | ビヨン・ブレギー               | 1R TKO（脛の負傷）                | K-1 Italy 2005 Oktagon 【地区予選 1回戦】                               | 2005年4月16日  |
| ×    | ブレクト・ウォリス             | 5R終了 判定                       | Total Kombat 3                                                          | 2005年2月5日   |
| ○    | パヴェル・マイヤー             | KO                                | 不明                                                                    | 2004年12月     |
| ○    | バルラック・デュスコ           | 4R TKO                            | Local Kombat 9                                                          | 2004年9月11日  |
| ○    | ヤン"ザ・ジャイアント"ノルキヤ | 3R終了 判定3-0                    | K-1 WORLD GP 2004 in LAS VEGAS 【世界最終予選 1回戦】                   | 2004年8月7日   |
| ○    | ジェフ・フォード               | 1R KO                             | Belarus vs USA, Minsk, Belarus                                          | 2004年7月1日   |
| ×    | ロイド・ヴァン・ダム           | 3R終了 判定1-2                    | Mugendo World Grand Prix 【準決勝】                                     | 2004年5月29日  |
| ○    | モハメッド・フォウチ           | 2R KO                             | Mugendo World Grand Prix 【1回戦】                                      | 2004年5月29日  |
| ○    | アンドレイ・ズラウコフ         | 3R終了 判定3-0                    | K-1 POLAND 2004 【決勝】                                                | 2004年5月15日  |
| ○    | セルゲイ・アルヒポフ           | 3R終了 判定3-0                    | K-1 POLAND 2004 【準決勝】                                              | 2004年5月15日  |
| ○    | ミンダウガス・カリカウスカス   | 3R終了 判定3-0                    | K-1 POLAND 2004 【1回戦】                                               | 2004年5月15日  |
| ○    | ポドリチャン・デニス           | 5R終了 判定                       | WSFC 8 - West Siberian Fighting Championship 8, ムエタイルール          | 2004年5月6日   |
| ○    | オーレル・ボコシ               | 1R KO                             | WKN EUROPEAN Title THAI BOXING, Daugavpils, Latvia                      | 2004年5月2日   |
| ○    | ルスラン・アヴァソフ           | 6R KO                             | Tournament "Cup of Gold Bars" (over 91 kg) 【決勝】                     | 2003年12月24日 |
| ○    | ピーター・マエストロビッチ     | 3R 2:28 KO                        | K-1 SPAIN 2003 【地区予選 決勝】                                        | 2003年12月20日 |
| ○    | ゲーリー・ターナー             | 3R終了 判定3-0                    | K-1 SPAIN 2003 【地区予選 準決勝】                                      | 2003年12月20日 |
| ○    | イベカ・ペルコビッチ           | 3R終了 判定3-0                    | K-1 SPAIN 2003 【地区予選 1回戦】                                       | 2003年12月20日 |
| ○    | アスラン・ハムザトフ           | 4R TKO                            | BARS - BARS                                                             | 2002年11月27日 |
| ○    | アンドレイ・キルサノフ         | 5R終了 判定3-0                    | Tournament "Cup of Gold Bars" (over 91 kg) 【準決勝】                   | 2003年10月29日 |
| ○    | アンドレイ・リバルコ           | 3R終了 判定3-0                    | Tournament "Cup of Gold Bars" (over 91 kg) 【1回戦】                    | 2003年10月29日 |
| ○    | エヴジェニー・オルロフ         | 3R KO                             | BARS - Cup of Arbat Final (+94 KG)                                      | 2003年2月19日  |
| ○    | ルスラン・ビザエフ             | 4R TKO                            | BARS - Cup of Arbat Final (+94 KG)                                      | 2003年2月12日  |
| ○    | デビッド・シュベリデゼ         | 2R KO                             | BARS - Cup of Arbat Final (+94 KG)                                      | 2003年2月5日   |
| ○    | ルスラン・ビザエフ             | 判定3-0                           | BARS - Cup of Arbat Final (+94 KG)                                      | 2002年7月31日  |
| ○    | スレン・カラヤン               | 2R KO                             | BARS - Cup of Arbat Semifinals (+94 KG)                                 | 2002年7月24日  |
| ×    | セルゲイ・アルヒポフ           | 5R終了 判定                       | Tournament "Cup of Gold Bars" (over 91 kg) 【準決勝】                   | 2003年7月2日   |
| ○    | アンドレイ・キルサノフ         | 3R終了 判定                       | Tournament "Cup of Gold Bars" (over 91 kg) 【1回戦】                    | 2003年7月2日   |
| ×    | アレクセイ・イグナショフ       | 3R終了 判定1-2                    | K-1 WORLD GP 2003 in PARIS 【ヨーロッパ・ロシア地域予選 準決勝】        | 2003年6月14日  |
| ○    | グレゴリー・トニー             | 2R 2:40 KO（右ローキック）        | K-1 WORLD GP 2003 in PARIS 【ヨーロッパ・ロシア地域予選 1回戦】         | 2003年6月14日  |
| ○    | アンドレイ・キルサノフ         | 3R 1:32 KO                        | K-1 MOSCOW GRAND PRIX 2003 【地区予選 決勝】                            | 2003年5月28日  |
| ○    | ルスラン・ビザエフ             | 2R 0:40 KO                        | K-1 MOSCOW GRAND PRIX 2003 【地区予選 準決勝】                          | 2003年5月28日  |
| ○    | アレクサンダー・マザロフ       | 2R 0:43 KO                        | K-1 MOSCOW GRAND PRIX 2003 【地区予選 1回戦】                           | 2003年5月28日  |
| ○    | エドゥアルド・ボズノビッチ     | 4R TKO                            | IAMTF, Bangkok                                                          | 2003年3月14日  |
| ○    | エヴジェニー・オルロフ         | 3R KO                             | BARS - Cup of Arbat Final (+94 KG)                                      | 2003年2月19日  |
| ○    | ルスラン・ビザエフ             | 4R TKO                            | BARS - Cup of Arbat Final (+94 KG)                                      | 2003年2月12日  |
| ○    | デビッド・シュベリデゼ         | 2R KO                             | BARS - Cup of Arbat Final (+94 KG)                                      | 2003年2月5日   |
| ○    | アスラン・ハムザトフ           | 4R TKO                            | BARS - BARS                                                             | 2002年11月27日 |
| ○    | ルスラン・ビザエフ             | 判定3-0                           | BARS - Cup of Arbat Final (+94 KG)                                      | 2002年7月31日  |
| ○    | スレン・カラヤン               | 2R KO                             | BARS - Cup of Arbat Semifinals (+94 KG)                                 | 2002年7月24日  |
| ×    | アンドレイ・キルサノフ         | 3R終了 判定0-3                    | K-1 UKRAINE GRAND PRIX 2002 【地区予選 準決勝】                         | 2002年5月4日   |
| ○    | ジャロスラフ・ザボロトニー     | 3R終了 判定3-0                    | K-1 UKRAINE GRAND PRIX 2002 【地区予選 1回戦】                          | 2002年5月4日   |
| ×    | ロブ・ハネマン                 | 3R終了 判定0-3                    | K-1 CZECH CHAMPIONSHIP TOURNAMENT 2001 【リザーブファイト】             | 2001年12月1日  |

### 総合格闘技
| 総合格闘技 戦績 | 総合格闘技 戦績 | 総合格闘技 戦績 | 総合格闘技 戦績 | 総合格闘技 戦績 | 総合格闘技 戦績 | 総合格闘技 戦績 |
| --------------- | --------------- | --------------- | --------------- | --------------- | --------------- | --------------- |
| 3 試合          | (T)KO           | 一本            | 判定            | その他          | 引き分け        | 無効試合        |
| 1 勝            | 0               | 0               | 1               | 0               | 0               | 0               |
| 2 敗            | 0               | 0               | 2               | 0               | 0               | 0               |

| 勝敗 | 対戦相手             | 試合結果          | 大会名                                             | 開催年月日     |
| ×    | キリル・フョードロフ | 5分3R終了 判定1-2 | MFP 212: Amur Challenge 12                         | 2017年11月10日 |
| ×    | アンドレイ・ズボフ   | 5分2R終了 判定0-3 | Perm Regional MMA Federation: MMA Professional Cup | 2007年11月23日 |
| ○    | Denis Podolyachin    | 3分5R終了 判定3-0 | West Siberian Fighting Championship 8              | 2004年6月5日   |

## 獲得タイトル

### ボクシング
- ドイツインターナショナルヘビー級王座
- EBA欧州ヘビー級王座
- WBAインターナショナルヘビー級王座
- IBOインターコンチネンタルヘビー級王座
- WBAパンアフリカンヘビー級王座

### キックボクシング
- WFCA世界ヘビー級王者 '06
- K-1地区予選フランス大会 '06 優勝
- Fights at the Border IV 優勝
- WFCA世界ヘビー級王者 '05
- K-1地区予選イタリア大会 '05 優勝
- K-1地区予選ポーランド大会 '04 優勝
- K-1地区予選スペイン大会 '04 優勝
- WKBF Golden Panther Cup (+91kg) '03 優勝
- K-1地区予選ロシア大会 '03 優勝

### ムエタイ
- IFMA世界スーパーヘビー級金メダル（2006年）
- WKNヨーロッパムエタイ王者（2004年）
- IAMTF世界アマチュアムエタイ王者（2003年）
- IMTF世界ヘビー級王者（2003年）
- IMTF欧州ヘビー級王者（2002年）
- ベラルーシムエタイ王者（2002年）